# Paul Hoffacker

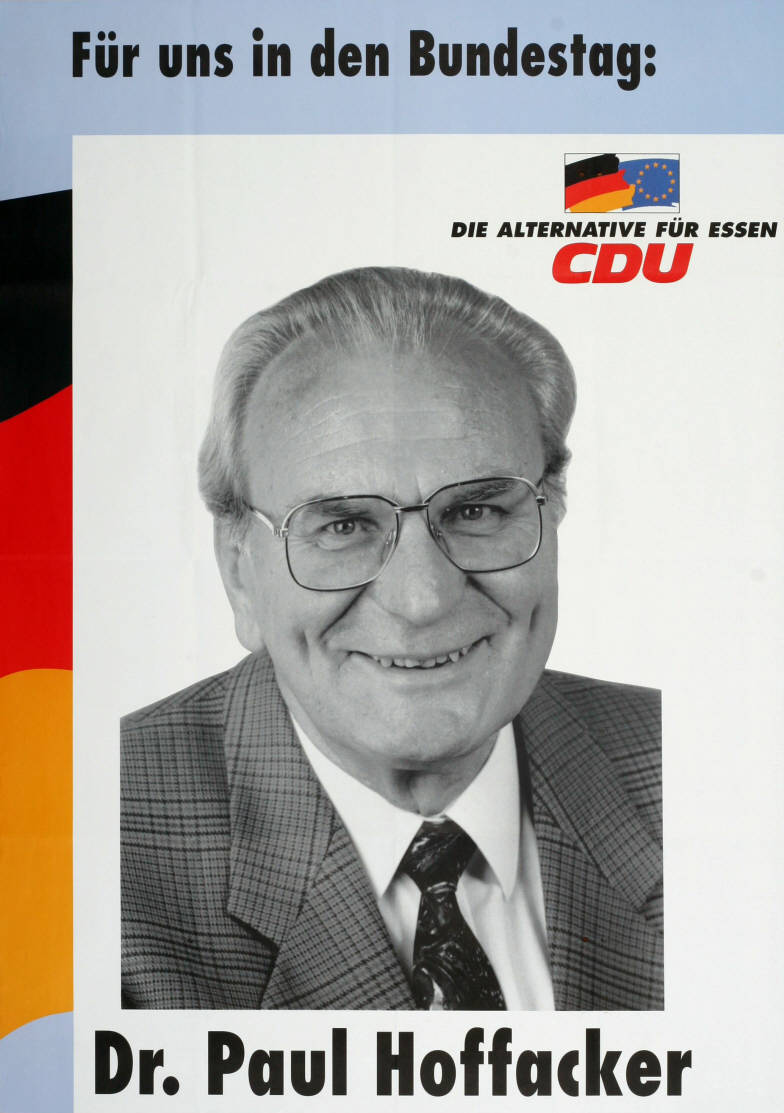
Kandidatenplakat Paul Hoffackers zur Bundestagswahl 1994

Paul Hoffacker (* 24. November 1930 in Büderich; † 1. April 2023) war ein deutscher Jurist und Politiker (CDU).

## Leben und Beruf
Nach dem Abitur 1951 nahm Paul Hoffacker ein Studium der Rechtswissenschaften auf, das er 1960 mit dem zweiten juristischen Staatsexamen und 1961 mit der Promotion zum Dr. iur. beendete. Anschließend trat er in den kirchlichen Dienst, war zunächst als Referent für Recht und Finanzen im Bistum Essen und von 1963 bis 1965 als Referent für staatsbürgerliche Angelegenheiten beim Zentralkomitee der deutschen Katholiken in Bad Godesberg tätig. Von 1965 bis 1977 war er Geschäftsführer der Aktion Adveniat in Essen. Im Anschluss übte er eine Tätigkeit als Rechtsanwalt aus, ehe er 1981 zum Direktor der Katholischen Akademie Die Wolfsburg in Mülheim-Speldorf ernannt wurde.
Daneben war Hoffacker von 1972 bis 1986 ehrenamtlicher Vorsitzender des deutschen Zentralverbands des Kolpingwerks und von 1972 bis 1993 ehrenamtlicher Vorsitzender des Diözesanrats der Katholiken im Bistum Essen. Außerdem war er von 1993 bis 1997 Aufsichtsratsmitglied der Bank im Bistum Essen.

## Partei
Hoffacker schloss sich 1958 der CDU an. Er war bis 1999 Mitglied im Kreisvorstand der CDU Essen, Mitglied im Bezirksvorstand der CDU Ruhrgebiet sowie Mitglied im Landesvorstand der CDU Nordrhein-Westfalen.

## Abgeordneter
Hoffacker gehörte dem Deutschen Bundestag von 1976 bis 1980 sowie vom 21. Dezember 1982, als er für den verstorbenen Abgeordneten Egon Lampersbach nachrückte, bis 1994 an. In der achten, neunten, elften und zwölften Wahlperiode (1976–1980, 1982/83 und 1987–1994) zog er über die Landesliste der CDU Nordrhein-Westfalen ins Parlament ein sowie in der zehnten Wahlperiode (1983–1987) über ein Direktmandat im Wahlkreis Essen III, den er überraschend gegen Antje Huber gewann. Von April 1984 bis 1987 war Hoffacker Vorsitzender des Bundestagsausschusses für Jugend, Familien, Frauen und Gesundheit. Als Mitglied des Vermittlungsausschusses war er daran beteiligt, dass der Bundestag am 26. April 1994 das Gesetz zur sozialen Absicherung des Risikos der Pflegebedürftigkeit (Pflegeversicherungsgesetz) verabschiedete. Von 1987 bis 1990 war er Vorsitzender der Arbeitsgruppe Jugend, Familien, Frauen und Gesundheit der CDU/CSU-Bundestagsfraktion.

## Ehrungen
- Ehrenmitgliedschaft der W.K.St.V. Unitas Rhenania zu Bonn, 1980
- Bundesverdienstkreuz am Bande (13. Juli 1981)[3]
- Bundesverdienstkreuz 1. Klasse (20. August 1986)[3]
- Großes Bundesverdienstkreuz (7. Oktober 1997)[3]